# Бартоломео Колумбо
Бартоломео Колумбо (ђеновљански: Bertomê Corombo; шп. Bartolomé Colón, итал. Bartolomeo Colombo; 1461 — 1515) је био истраживач и млађи брат Кристифора Колумба. Основао је град Санто Доминго.